# Århus Sinfonietta
Århus Sinfonietta er et kammerensemble der er specialiseret i at spille ny kompositionsmusik. 
Det blev grundlagt i 1990 af en gruppe musikere fra Aarhus Symfoniorkester og Det Jyske Ensemble i samarbejde med komponisten Hans Abrahamsen. Århus Sinfonietta har 17 faste medlemmer og dækker alle instrumentgrupperne i et symfoniorkester. Ensemblets medlemmer er ansat i Aarhus Symfoniorkester, Aalborg Symfoniorkester, Odense Symfoniorkester, Ensemble MidtVest samt ved Det Jyske Musikkonservatorium. I øjeblikket (2017) er Niels Marthinsen konstitueret som kunstnerisk leder af ensemblet.

## Repertoire
Århus Sinfoniettas repertoire består  af både værker for stort ensemble, kammermusik og værker for soloinstrumenter. Hovedrepertoiret er den nye danske musik, meget ofte uropførelser og bestillingsværker af danske komponister, bl.a. Per Nørgård, Karl Aage Rasmussen, Niels Rosing-Schow, Bent Sørensen, Simon Steen-Andersen, Thomas Agerfeldt Olesen, Bent Lorentzen, Ole Buck og Peter Bruun.
Århus Sinfonietta har arbejdet med mange dirigenter og solister – blandt andet Elgar Howarth, Michel Tabachnik, Christian Lindberg, Rolf Hind, Tamás Vetö, Thomas Søndergård, Giordano Bellincampi og Morten Frank Larsen, og ensemblet har et langt og tæt samarbejde med dirigenten Søren K. Hansen.

## CD-indspilninger
Århus Sinfoniettas har indspillet værker af Poul Ruders, Per Nørgård, Bent Lorentzen, Pelle Gudmundsen-Holmgreen, Mogens Christensen, Svend Nielsen, Tage Nielsen, Thomas Agerfeldt Olesen, Hans-Henrik Nordstrøm, György Ligeti, Anton Webern, Edgard Varèse, Toru Takemitsu, Witold Lutosławski og Harrison Birtwistle.